# Tony Tan Keng Yam
Tony Tan Keng Yam (Singapore, 7 februari 1940) is een Singaporees politicus, bankier en wiskundige. Hij was van september 2011 tot september 2017 president van Singapore. Tot 1 juli 2011 was Tan Executive Director en Deputy Chairman van de Government of Singapore Investment Corporation en voorzitter van de Singapore Press Holdings Limited.
In 1979 werd Tan parlementslid en vertegenwoordigde Sembawang. Eind jaren 80 was Tan de eerste keus van de toenmalige minister-president Lee Kuan Yew als opvolger, maar Tan bedankte voor de eer. Tussen 1995 en 2005 was Tan vicepremier en tussen 1995 en 2003 minister van Defensie.